# 1204
- Wikisource

| Calendário gregoriano                                                        | 1204 MCCIV                                            |
| Ab urbe condita                                                              | 1957                                                  |
| Calendário arménio                                                           | 653 – 654                                             |
| Calendário bahá'í                                                            | -640 – -639                                           |
| Calendário budista                                                           | 1748                                                  |
| Calendário chinês                                                            | 3900 – 3901 Início a 2 de fevereiro (aproximadamente) |
| Calendário copta                                                             | 920 – 921                                             |
| Calendário etíope                                                            | 1196 – 1197                                           |
| Calendários hindus - Vikram Samvat - Calendário nacional indiano - Cáli Iuga | 1259 – 1260 1125 – 1126 4304 – 4305                   |
| Calendário Holoceno                                                          | 11204                                                 |
| Calendário islâmico                                                          | 600 – 601                                             |
| Calendário judaico                                                           | 4964 – 4965                                           |
| Calendário persa                                                             | 582 – 583                                             |
| Calendário rúnico                                                            | 1454                                                  |
| Calendário solar tailandês                                                   | 1747                                                  |

1204 (MCCIV, na numeração romana) foi um ano bissexto do século XIII do Calendário Juliano, da Era de Cristo, e as suas letras dominicais foram D e C (53 semanas), teve  início a uma quinta-feira e terminou a uma sexta-feira.
No reino de Portugal estava em vigor a Era de César que já contava 1242 anos.
| Ano completo                           |
| -------------------------------------- |
| Ano bissexto com início à quinta-feira |

## Eventos
- O rei Filipe II de França anexa o Ducado da Normandia, então uma possessão dos reis de Inglaterra, à coroa francesa. O governo de João Sem Terra sobre o ducado passa a nominal.
- Teodoro I Láscaris substitui Aleixo V Ducas como imperador bizantino no exílio, reinando em Niceia).
- 5 de fevereiro — Aleixo V Ducas substitui Aleixo IV Ângelo e Isaac II Ângelo como imperador bizantino.
- 8 a 13 de abril — As tropas da Quarta Cruzada conquistam e saqueiam Constantinopla.

## Mortes
- Maimónides, filósofo judeu.
- Abu Alabás Assabti (Cide Bel Abás) - místico sufista marroquino natural de Ceuta, um dos "Sete Santos de Marraquexe"; n. 1129).
- 1 de abril — Leonor, Duquesa da Aquitânia.
- 16 de agosto — Roberto II de Meulan, foi Conde de Meulan, n. 1142.
- 16 de outubro — Robert II de Harcourt foi Barão de Harcourt e um Cavaleiro medieval francês, n. 1142.
- 12 de agosto — Bertoldo IV, duque de Merânia n. 1152, conde da Andechs.